# Scymnus opaculus
Scymnus opaculus är en skalbaggsart som beskrevs av Horn 1895. Scymnus opaculus ingår i släktet Scymnus och familjen nyckelpigor. Inga underarter finns listade i Catalogue of Life.